# Lisa Hayes
Lisa Hayes (in originale Misa Hayase) è un personaggio immaginario della serie animata giapponese Macross, adattata negli anni ottanta in Robotech dalla statunitense Harmony Gold.
Nata il 3 marzo del 1985, è la figlia dell'ammiraglio Thomas Hayes, uno dei componenti del Governo Unito Terrestre. Indirizzata giovanissima alla carriera militare, Lisa entra a far parte dell'equipaggio del professor Edwards che studia e ricostruisce l'astronave aliena chiamata SDF-1, precipitata sulla Terra.

## Caratteristiche fisiche
Lisa è alta 1,65 cm, pesa circa 55 kg, ha i capelli lunghi castano chiaro ed un fisico minuto.

## Carriera
Agli ordini del capitano Henry J. Gloval (Bruno J. Global in Macross), ne diviene l'aiutante di plancia, stringendo al contempo una bella amicizia con la collega Claudia Grant (Claudia LaSalle in Macross). Sentimentalmente provata dalla morte su Marte del fidanzato, con il tempo avvia un tormentato rapporto con Rick Hunter (Hikaru Ichijyo in Macross).
Dopo la grande battaglia contro l'armata del comandante supremo Zentradi Dolza (Bodolza in Macross), le viene affidata prima la missione di recupero della base Robotech Factory, e in seguito il comando dell'astronave SDF-2 ancora in costruzione. Scampata all'attacco suicida di Lord Kyron, avvia ufficialmente la sua storia d'amore con Rick e con lui inizia a progettare la costruzione dell'SDF-3 (poiché l'SDF-2 è stato distrutto durante tale attacco).
Nel film Robotech II: The Sentinels, Rick e Lisa si sposano.